# Apostrofa
Apostrofa (z řec. apo-strefó, obracím se jinam) je řečnická figura, v níž se mluvčí nebo pisatel „obrací jinam“ než k přítomnému publiku – k nepřítomné či zemřelé osobě, případně oslovuje neživou věc. Působivost apostrofy spočívá v tom, že provádí často překvapivou změnu adresáta řeči. Mluvčí v ní neoslovuje přímé posluchače, kteří se tak dostávají do postavení třetí osoby, svědka rozhovoru s někým jiným, nepřítomným. Apostrofa často začíná zvoláním. Vyskytuje se už ve starověké rétorice, v náboženské řeči a pak zejména v romantickém básnictví.

## Příklady
| „             | Kde je, smrti, tvé vítězství? | “ |
| — Svatý Pavel |                               |   |

| „                     | Maria, panno přemocná. | “ |
| — Karel Jaromír Erben |                        |   |

| „               | Jen se točte, koně dřevění, pěkně dokolečka točte se! | “ |
| — Paul Verlaine |                                                       |   |

| „                   | Hynku! Viléme!! Jarmilo!!! | “ |
| — Karel Hynek Mácha |                            |   |